# Cerro Bayo (película)
Cerro Bayo es una película argentina estrenada el 18 de agosto de 2011. Dirigida por Victoria Galardi, protagonizada por Adriana Barraza, Verónica Llinás, Inés Efron, Nahuel Pérez Biscayart y Guillermo Arengo.

## Sinopsis
La temporada de esquí se acerca en un pueblo patagónico al pie del Cerro Bayo, pero su ritmo tranquilo se altera cuando Juana Keller (Adela Gleijer), la matriarca de una particular familia, intenta suicidarse. Mientras permanece en coma, sus hijas, yernos y nietos, verán sus vidas modificarse a partir del incidente despertando lo peor y lo mejor de cada uno de ellos.

## Elenco
- Adriana Barraza - Marta
- Inés Efron - Inés
- Verónica Llinás - Mercedes
- Nahuel Pérez Biscayart - Lucas
- Guillermo Arengo - Eduardo
- Marcela Kloosterboer - Romina
- Adela Gleijer - Juana
- Eugenia Alonso - Eugenia
- Juan Barberini - Gendarme
- Elisa Carricajo - Ángela
- Julio Arrieta - Piquito
- Nicolás Silbert - Joaco

## Premios
Selección oficial
- Festival Internacional de San Sebastián[1]

- Festival de Cine de Biarritz[2]

Premios
- Premio TVE-Otra Mirada 2010[3]
- Premio Cóndor de Plata 2012 a la mejor actriz de reparto para Verónica Llinás